# Schedae ad Herbarium Florae Rossicae

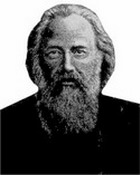
Dmitri Litvínov

Schedae ad Herbarium Florae Rossicae (abreviado Sched. Herb. Fl. Ross.) es un libro con descripciones botánicas, escrito por Dmitri Litvínov y editado en 8 volúmenes en los años 1898-1922.